# IonQ
 (octobre 2024).
IonQ est une société de matériel et de logiciels informatiques quantiques basée à College Park, à Maryland. Ils développent un ordinateur quantique à ions piégés à usage général et un logiciel pour générer, optimiser et exécuter des circuits quantiques.

## Histoire
IonQ est cofondée par Christopher Monroe et Jungsang Kim, professeurs à l' Université Duke, en 2015, avec l'aide de Harry Weller et Andrew Schoen, partenaires de la société de capital-risque New Enterprise Associates.
L'entreprise est le fruit de 25 années de recherche universitaire en informatique quantique des cofondateurs. Les recherches de Christopher Monroe sur l'informatique quantique commencent en tant que chercheur au National Institute of Standards and Technology (NIST) avec le physicien lauréat du prix Nobel David Wineland où il dirige une équipe utilisant des ions piégés pour produire les premiers qubits contrôlables et la première porte logique quantique contrôlable, aboutissant à une architecture proposée pour un ordinateur à ions piégés à grande échelle.
Jungsang Kim et Christopher Monroe commencent à collaborer officiellement à la suite d'initiatives de recherche plus vastes financées par l' Intelligence Advanced Research Projects Activity (IARPA). Ils rédigent un article de synthèse pour Science Magazine intitulé Scaling the Ion Trap Quantum Processor ,, associant les recherches de Christopher Monroe sur les ions piégés avec l'accent mis par Jungsang Kim sur le traitement évolutif de l'information quantique et le matériel de communication quantique.
Ce partenariat de recherche est devenu l’élément déclencheur de la fondation d’IonQ. En 2015, New Enterprise Associates investit 2 millions de dollars pour commercialiser la technologie proposée par l'entreprise dans leur article scientifique.
En 2016, ils embauchent David Moehring de l'IARPA, qui est responsable de plusieurs initiatives en informatique quantique, pour devenir le directeur général de l'entreprise. En 2017, ils lèvent une série B de 20 millions de dollars, menée par GV (anciennement Google Ventures) et New Enterprise Associates, le premier investissement réalisé par GV dans la technologie de l'informatique quantique. Ils commencent à embaucher sérieusement en 2017, avec l'intention de lancer une offre sur le marché d'ici fin 2018,. En mai 2019, Peter Chapman, ancien dirigeant d' Amazon Prime, est nommé nouveau PDG de la société,. IonQ s'associe ensuite pour mettre ses ordinateurs quantiques à la disposition du public via Amazon Web Services, Microsoft Azure et Google Cloud,,.
En octobre 2021, IonQ devient une société cotée à la Bourse de New York en tant que société d'acquisition à vocation spécifique,. La société ouvre un centre de recherche et développement dédié à Bothell, Washington, en février 2024, le présentant comme la première usine d'informatique quantique aux États-Unis.
En juin 2025, IonQ annonce l'acquisition d'Oxford Ionics, une entreprise britannique également spécialisée dans les ordinateurs quantiques, pour 1,08 milliard de dollars.

## Technologie
Le matériel d'IonQ est basé sur une architecture à ions piégés, issue d'une technologie développée par Christopher Monroe à l'Université du Maryland et par Jungsang Kim à l' Université Duke,.
En novembre 2017, IonQ présente un document lors de la conférence internationale IEEE sur le redémarrage de l'informatique décrivant sa stratégie technologique et ses progrès actuels. Il décrit l'utilisation d'un piège à ions microfabriqué et de plusieurs systèmes optiques et acousto-optiques pour refroidir, initialiser et calculer. Ils décrivent également une API cloud, des liaisons de langage personnalisées et des simulateurs d'informatique quantique qui tirent parti de la connectivité complète de leur système d'ions piégés.
IonQ et certains experts affirment que les ions piégés pourraient offrir un certain nombre d'avantages par rapport aux autres types de qubits physiques dans plusieurs mesures, telles que la précision, l'évolutivité, la prévisibilité et le temps de cohérence,,. D'autres critiquent les temps de fonctionnement lents et la taille relative du matériel à ions piégés, affirmant que d'autres technologies de qubits sont tout aussi prometteuses.